# Banyeres del Penedès
Pour les articles homonymes, voir Banyeres et Penedès.
Banyeres del Penedès est une commune de la province de Tarragone, en Catalogne, en Espagne, de la comarque de Baix Penedès.